# 霍杜納伊夫卡
50°13′23″N 35°12′39″E / 50.22306°N 35.21083°E
霍杜納伊夫卡（烏克蘭語：Ходунаївка）是位於烏克蘭東部的村莊，由哈爾科夫州博霍杜希夫區的克拉斯諾庫特斯克市鎮負責管轄。該村始建於1750年，面積0.74平方公里，海拔高度165米，2001年人口38，人口密度每平方公里51.1人。